# Singapur International 2011
Die Singapur International 2011, eine offene internationale Meisterschaft von Singapur im Badminton, fanden vom 27. bis zum 30. Juli 2011 in Singapur statt.

## Sieger und Platzierte
| Disziplin    | Gold                                           | Silber                                     | Bronze                                     |
| ------------ | ---------------------------------------------- | ------------------------------------------ | ------------------------------------------ |
| Herreneinzel | Kazuteru Kozai                                 | Wisnu Yuli Prasetyo                        | Anup Sridhar                               |
| Herreneinzel | Kazuteru Kozai                                 | Wisnu Yuli Prasetyo                        | Sitthikom Thammasin                        |
| Dameneinzel  | Xing Aiying                                    | Gu Juan                                    | Chen Jiayuan                               |
| Dameneinzel  | Xing Aiying                                    | Gu Juan                                    | Fu Mingtian                                |
| Herrendoppel | Agripina Prima Rahmanto Markus Fernaldi Gideon | Kevin Sanjaya Sukamuljo Lukhi Apri Nugroho | Muhammad Ulinnuha Ricky Karanda Suwardi    |
| Herrendoppel | Agripina Prima Rahmanto Markus Fernaldi Gideon | Kevin Sanjaya Sukamuljo Lukhi Apri Nugroho | Dandi Prabudita Jones Ralfy Jansen         |
| Damendoppel  | Aya Shimozaki Emi Moue                         | Dellis Yuliana Vanessa Neo Yu Yan          | Lee Meng Yean Chow Mei Kuan                |
| Damendoppel  | Aya Shimozaki Emi Moue                         | Dellis Yuliana Vanessa Neo Yu Yan          | Kana Ito Maiko Hara                        |
| Mixed        | Danny Bawa Chrisnanta Vanessa Neo Yu Yan       | Razif Abdul Latif Amelia Alicia Anscelly   | Tan Aik Quan Lai Pei Jing                  |
| Mixed        | Danny Bawa Chrisnanta Vanessa Neo Yu Yan       | Razif Abdul Latif Amelia Alicia Anscelly   | Huỳnh Nguyễn Khang Phùng Nguyễn Phương Nhi |